# Parafia św. Stanisława Kostki w Smardzewie
Parafia pw. św. Stanisława Kostki w Smardzewie – parafia należąca do dekanatu płońskiego północnego, diecezji płockiej, metropolii warszawskiej. Poprzednio należała do dekanatu płońskiego, diecezji płockiej, metropolii warszawskiej.